# SR-131
 (juin 2021).
Si vous disposez d'ouvrages ou d'articles de référence ou si vous connaissez des sites web de qualité traitant du thème abordé ici, merci de compléter l'article en donnant les références utiles à sa vérifiabilité et en les liant à la section « Notes et références ».
Le SR-131 était un camion produit par Steagul Rosu de 1961 à 1982. Il a remplacé l'ancien camion SR-101. Le camion était le dernier véhicule produit par Steagul Rosu avant la fusion de l'entreprise avec Roman, le camion a finalement été remplacé par le camion Roman-98051.